# Славонська військова границя
Славонська військова границя (хорв. Slavonska vojna granica, нім. Slawonische Militärgrenze, угор. Szlavón határőrvidék), або Славонська країна (хорв. Slavonska vojna krajina, серб. Славонска војна крајина) — частина Військової границі Австрійської (згодом Австро-Угорської) імперії. Була сформована з територій, відвойованих у Османської імперії, — з південних частин Славонії та Срему. Нині вони розташовані здебільшого у східній частині Хорватії; найбільш східні ділянки припадають на північ Сербії (Воєводина).

## Поділ
Славонська Військова границя була поділена між трьома полками: Полком №7 (розташованим у Вінковцях), Полком №8 (розташованим у місті Нова Градишка) та Полком №9 (базувався у Петроварадині). Іншими важливими містами границі були Сремські Карловці, Стара Пазова, Земун та Сремська Митровиця.

## Історія

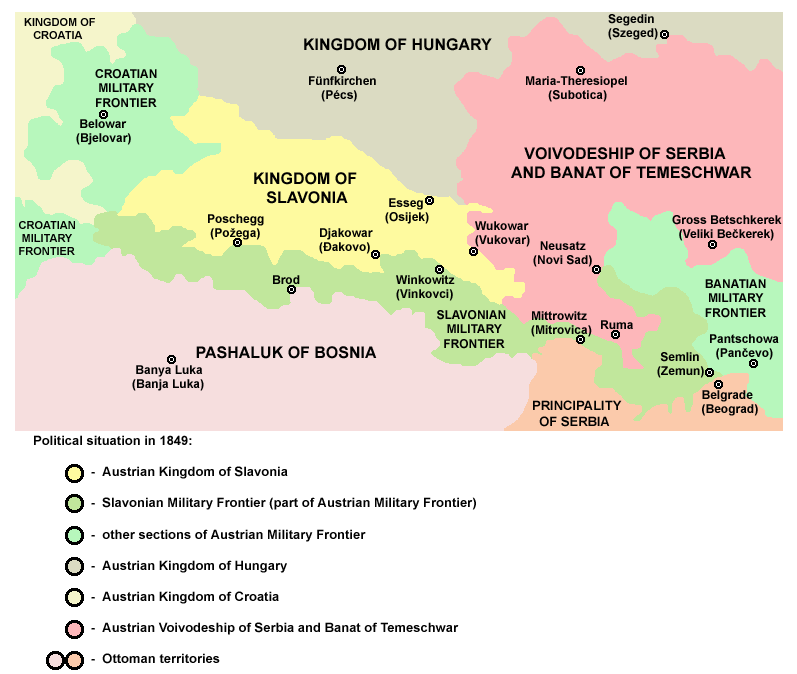
Славонська Військова границя (1849)

Протягом різних періодів історії назва Славонська Військова границя застосовувалася до різних територій. Початково вона розташовувалася в центральній частині нинішньої Хорватії та була відома як Вараждинський генералітет. Була сформована з територій, що раніше входили до складу середньовічної Славонської бановини. У XVI столітті границя межувала з Османською імперією на сході, Хорватським королівством на заході, Хорватською Військовою границею на південному заході та Угорським королівством на півночі.

Після завершення у 1699 Карловицького конгресу імперія Габсбургів розширила свої володіння у східному напрямку, внаслідок чого Військова границя простягнулася вздовж Сави, Дунаю, Тиси та Муреша. Нові ділянки границі були поділені на два генералітети: перший включав у себе території від Градишки до ріки Тиса, а другий — території уздовж річок Тиса та Муреш. До середини XVIII століття Славонія повністю знаходилася під управлінням військової адміністрації. У 1745 північні райони Славонії перейшли під управління цивільної адміністрації та були організовані у Славонське королівство. Південні райони Славонії, що залишилися під управлінням військових, були організовані у Славонську військову границю, тоді як колишні землі границі було приєднано до Хорватської військової границі.

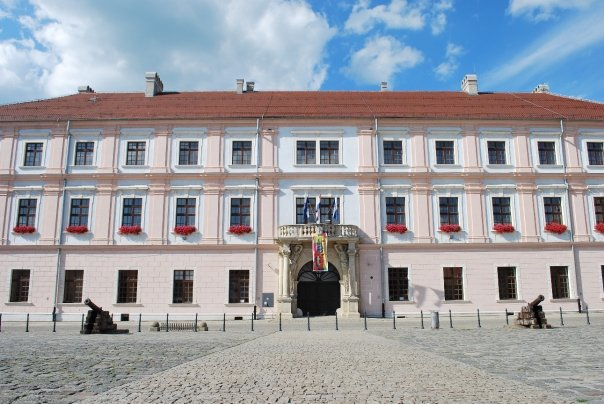
Будівля Генерального штабу Славонії в Осієку

У другій половині XVIII століття Славонська Військова границя межувала з Хорватським королівством та Хорватською військовою границею на заході, Славонським та Угорським королівствами півночі, Банатською військовою границею на сході та Боснійським еялетом і Белградським пашаликом на півдні. У 1783 границю було віддано під контроль Хорватського генерального штабу (нім. Kroatisches General-Commando) з центром у Загребі. До моменту інтеграції до складу Королівства Хорватії і Славонії у 1881 кордони Славонської військової границі змінювалися двічі: у 1848—49, коли східні райони границі увійшли до складу Сербської Воєводини, та протягом 1849—60 під час існування на північному сході від неї Воєводства Сербія й Темешварського банату. На південному сході границя межувала зі створеним у 1815 році Сербським князівством.

## Населення

### 1776
Станом на 1776 загальна чисельність населення Славонської Військової границі становила 188 565 чоловік; серед них чисельність сільського населення дорівнювала 177 212 чоловік, міського — 11 353. Серед загальної кількості населення 43 635 належали до римо-католицької конфесії, трохи менше — 33 970 — сповідували православ'я. 

### 1820
У 1820 загальна чисельність римо-католиків та православних християн на території Славонської Військової границі була майже однаковою — 117 933 та 117 274 відповідно.

### 1870
У 1870 населення границі становило 246 901 чоловік. Серед них католики становили 143 873, православні (що мешкали здебільшого у східній частині Срему) — 92 991 чоловік.